# Nota di Stalin

Zone di occupazione della Germania nel 1945–1949.

La Nota di Stalin, conosciuta anche come Nota di Marzo, è stata una nota diplomatica dell'Unione Sovietica del 10 marzo 1952 inviata ai rappresentanti degli altri tre paesi con i quali in quel momento occupava il territorio della Germania, come risultato della sconfitta del regime nazista nella seconda guerra mondiale.
La nota includeva un'offerta di mutuo disimpegno se gli occupanti dell'Occidente (Stati Uniti, Francia e Regno Unito) accettavano che la nuova Germania riunificata fosse neutrale e smilitarizzata. Ciò ha portato alla "battaglia delle note" tra le potenze occidentali e l'Unione Sovietica nel momento in cui l'Occidente è stato partecipe dello sviluppo della nuova Organizzazione del Trattato Nord Atlantico (NATO), che ha avuto inizio nel 1949 e stava negoziando l'accordo di Bonn del 1952 con la Germania occidentale (Repubblica Federale di Germania, RFG) come parte della strategia occidentale nella guerra fredda. Il rifiuto occidentale dell'offerta sovietica di unificare la Germania nel 1952 ha creato una polemica politica e un ampio dibattito accademico sullo stabilirsi di una nuova teoria della "pugnalata alle spalle", stabilendo parallelismi con la Dolchstoßlegende del dopoguerra tedesco del 1918.

## Contesto politico
La nota di Stalin ha avanzato clausole simili a quelle che sono state successivamente adottate nel trattato dello Stato austriaco. Ha cercato di creare una Germania neutrale con il suo confine orientale sulla linea Oder-Neisse e tutte le truppe alleate ritirate entro l'anno. Il governo della Germania Ovest sotto il cancelliere Konrad Adenauer ha favorito l'integrazione con l'Europa occidentale e ha chiesto che la riunificazione fosse negoziata con la condizione che non ci sarebbe stata la supervisione a livello internazionale in tutta la Germania. Questa condizione fu respinta dai sovietici. Pertanto Adenauer ha respinto la proposta di Stalin accusandola di essere mera propaganda, anche se alcuni hanno ipotizzato che in realtà Adenauer temeva che la Germania subisse una finlandizzazione nell'ambito del piano sovietico della riunificazione. La proposta ha avuto luogo mentre la Comunità europea di difesa (CED) era in discussione, il che avrebbe portato la Germania a riarmarsi e integrarsi poco a poco nel blocco occidentale.

### Cronologia
8 maggio 1945 - Fine della seconda guerra mondiale in Europa
1946 - Le consegne reciproche di forniture tra i settori occidentale e orientale si fermano.
1948-1949 - Blocco di Berlino.
1949 - 4 aprile, Trattato Nord Atlantico. Successivamente, la Trizona diventa la Repubblica Federale tedesca. Il 7 ottobre si forma la Repubblica Democratica Tedesca.
1950 - Dichiarazione Schuman.
1952
- 25 febbraio - Accordo di Lisbona.
- 10 marzo - La nota di Stalin inizia la battaglia delle note.
- 1º aprile - Stalin ordina alla RDT "di creare un esercito popolare senza attirare l'attenzione".
- 26 maggio - Accordo di Bonn.
- 1º giugno - I sovietici chiudono i confini tra la RDT e la Repubblica federale di Germania.
- 23 settembre - Termina la Battaglia delle note.

1955 - A maggio viene conferita la "completa" sovranità della RFG e viene firmato il trattato dello Stato austriaco. Il 27 ottobre si celebra il Plebiscito della Saar.
1957 - La Saarland si unisce alla RFG.
1972 - RFG e RDT firmano il Trattato fondamentale.
1990 - Il 3 ottobre, Riunificazione tedesca.

### Termini proposti
- La Germania dovrebbe essere ristabilita come Stato unito ai confini stabiliti alla Conferenza di Potsdam.
- Un singolo governo tedesco dovrebbe partecipare ai negoziati del trattato di pace.
- Tutte le forze di occupazione dovrebbero essere ritirate l'anno successivo alla data in cui l'accordo è entrato in vigore.
- I partiti e le organizzazioni politiche dovrebbero avere attività libere.
- La Germania sarebbe ufficialmente neutrale e non potrebbe entrare in nessun tipo di coalizione o alleanza militare.
- La Germania avrebbe il suo esercito nazionale e sarebbe autorizzata a fabbricare le munizioni per rifornirsi.
- La Germania avrebbe accesso ai mercati mondiali.
- Gli ex membri delle Forze Armate tedesche e del Partito nazista, ad eccezione di quelli condannati per crimini di guerra, potrebbero cooperare per stabilire una Germania pacifica e democratica.